# Közönséges strucc
A közönséges strucc (Struthio camelus) a madarak (Aves) osztályának struccalakúak (Struthioniformes) rendjébe, ezen belül a struccfélék (Struthionidae) családjába tartozó Struthio nem két élő faja közül az egyik. A legnagyobb testű ma is élő madárfaj.
Legközelebbi élő rokona a 2014-ig alfajként számon tartott szomáliai strucc (Struthio molybdophanes).

## Elterjedése
A közönséges strucc korábban megtalálható volt az Afrikában a Szahara északi és déli részein, az esőerdőövtől délre fekvő régiókban, Kelet-Afrikában és a Közel-Kelet nagy részén. Napjainkban inkább a nyílt területeken található meg Afrika szavannai területein, a Száhel-övben és az egyenlítői erdőzónától északra és délre fekvő területeken. Délnyugat-Afrikában a sivatagokban és félsivatagokban él. Ausztráliában a tenyésztett struccok már elvadult populációkat alakítottak ki. Az arab strucc a Közel-Keleten élt, ahol a 20. század közepén a kihalásig vadászták. A közönséges strucc Izraelbe való visszatelepítésére irányuló kísérletek kudarcot vallottak. Néha látni szokták a Vörös-tengeren fekvő Dahlak-szigeteken, melyek közigazgatásilag Eritreához tartoznak.
2017-ben a Birbal Sahni Paleobotanikai Intézet felfedezte, hogy a strucc kb. 25 ezer évvel ezelőtt jelen volt Indiában. A Rádzsasztán, Gudzsarát és Madhja Prades 8 régészeti lelőhelyén fellelt mintegy 11 strucctojáshéjból kivont DNS-minták alapján a tojáshéjak az észak-afrikai strucc genetikai állományával 92%-ban megegyeznek.
A struccot Ausztráliában telepekben tenyésztik. Azonban sok egyed kiszabadult és elvadulva Outback vadonjába kóborolnak. Telepeken más kontinenseken is tenyésztik; néhány ilyen telep már Magyarországon is van.

## Alfajai
- dél-afrikai strucc (Struthio camelus australis)
- észak-afrikai strucc (Struthio camelus camelus)
- maszáj strucc (Struthio camelus massaicus)
- arab strucc (Struthio camelus syriacus) †

## Megjelenése
A közönséges strucc a legnagyobb testű ma is élő madárfaj. A kakas 210-275 centiméter magasra nő meg; teste nagyjából 2 m hosszú, a tömege 100-156 kilogramm. A kisebb tojó 175-190 centiméteres magasságú és 90-110 kilogramm tömegű.
Szegycsontja lapos, pajzsformájú, taraj nélküli, mint általában a röpképtelen madaraké. Szárnya csökevényes, medencéje zárt. Lába hosszú, erős. A strucc az egyetlen olyan futómadár, amelynek lábán csak két ujj van (a többién három). A belső ujj erősebb és nagyobb, mint a külső. Az ujjak végén tompa karmokat visel, erős rúgása az oroszlánra is veszélyes. Feje és nyaka csupasz.
Csökevényes szárnyai a járásban, futásban nem segítik, csak a kakas szárnyát díszítő fénylő fehér dísztollaknak van szerepük a násztáncban. A kakas további ötven, ugyancsak fehér dísztollat a farka fölött hord. A nőstény szürkésbarna, piszkosfehér szárny- és farktollakkal. Csőre szarusárga, nyaka vörös, combja hússzínű – a strucc az egyetlen olyan futómadár, amelynek csupasz a combja.
Egy-egy krémszínű vagy fehér tojásának tömege eléri az 1,5 kilogrammot (ez a tyúktojás tömegének huszonötszöröse). A tojás héja olyan vastag, hogy feltöréséhez a fiókának különleges nyakizomra van szüksége.

## Életmódja
A nyílt, belátható, füves szavannák, félsivatagok lakója. A száraz környezethez alkalmazkodva a szomjazást napokig bírja.
A homokban fürödve tisztálkodik. Jól fut, eközben négyméteres lépteivel a 70 km/h sebességet is eléri.
Az emésztés elősegítése érdekében különböző tárgyakat, köveket nyel le. A jobb táplálék reményében vándorol; eközben gyakran csatlakozik a különféle antilop-, illetve zebracsordákhoz, hogy felkapkodja a legelő jószágok által felzavart rovarokat, hüllőket, kis rágcsálókat. A társulás a növényevőknek is előnyös, mert a jó szemű, magasra emelt fejű struccok hamarabb veszik észre a közelítő ragadozókat.
Habár alapesetben békés, konfliktuskerülő állatként ismertek, roppant veszélyessé is válhatnak, különösen a fészküket őrző egyedek: válogatás nélkül nekitámadnak hiénának, oroszlánnak, de az embertől sem félnek. Erős lábaikon lévő vastag karmukkal iszonyú erejű, esetenként halálos rúgásokat képesek osztogatni.
Természetes élőhelyén több mint 40 évig él, állatkertekben akár 50 évig is.

## Szaporodása

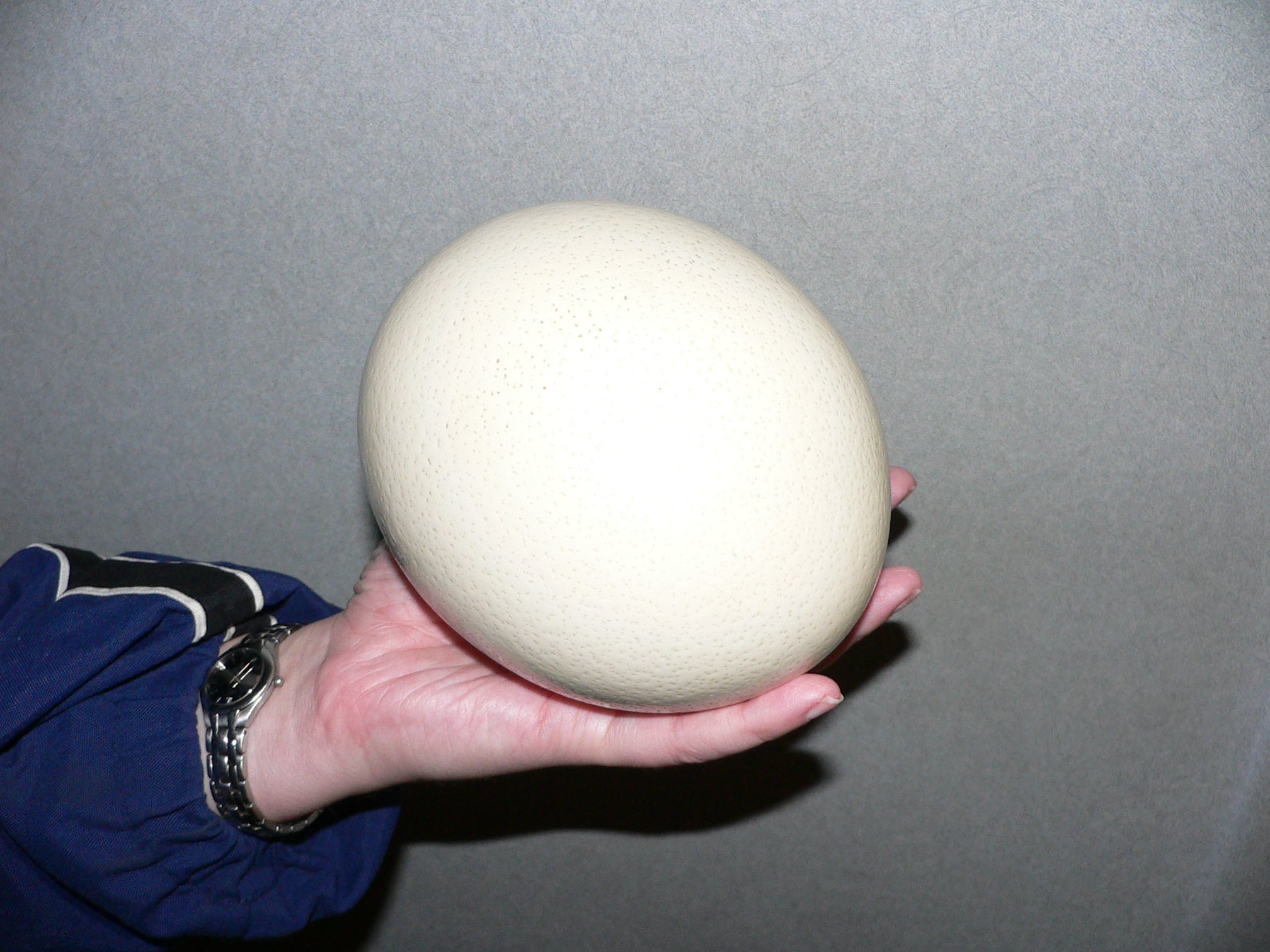
Strucctojás

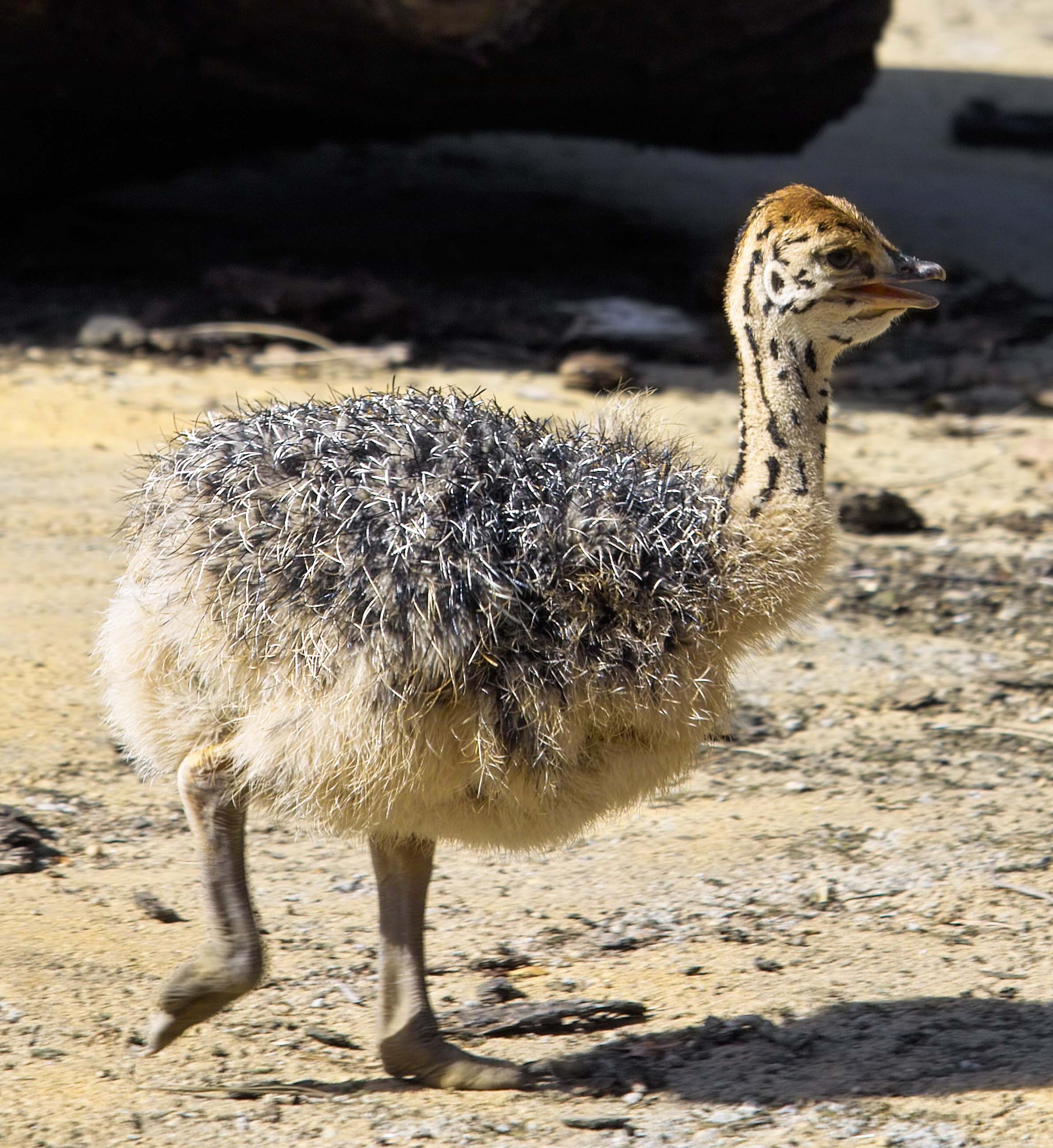
Struccfióka

Udvarlási szertartása a dürgés. Látványos násztáncához a kakas felfújja csaknem teljesen csupasz nyakát, és dörgő hangon morog. Lépegetés közben hevesen csapkod szárnyával úgy, hogy a dísztollak szinte fehér gyűrűt vonnak fekete teste köré.
A kakas 3-4, a tojó 2 éves korában válik ivaréretté. A kakas köves vagy homokos magaslaton, gyakran bokor mellé vagy alá kaparja fészkét, amelynek átmérője a 3 métert is elérheti. Egy fészekbe több tojó is rak le tojást, és azokon felváltva kotlanak: nappal a domináns tojó, éjjel a hím: nappal a barna tollú nőstény olvad jobban környezetébe, éjszaka a fekete kakas szinte láthatatlan. Még a fejét is lehajtja – ezért terjedt el az a téves nézet, hogy a strucc homokba dugja a fejét.
A szülők negyven napig kotlanak. A kb. 30 cm magas fiókák fészekhagyók, kikelésük után röviddel már együtt szaladnak szüleikkel, akik 4-5 hónapig gondozzák utódaikat. Ez alatt a fiatalok testmagassága eléri az 1,5 m-t.

## Felhasználása
A középkorban kiváltképp a hímet dísztollaiért vadászták: a strucctoll sokáig volt divatban. Ma elsősorban húsáért tenyésztik, de a strucctojás is keresett élelmi cikk. A vastag héjú tojásokból régebben előszeretettel készítettek ivóedényeket – ilyenek Szíriában már ötezer éves sírokból is kerültek elő.

## Állatkertekben
A struccot, mint háziállatot, eredeti élőhelyén kívül is sok helyen tartják. Szinte minden állatkertben élnek struccok.
Magyarországon struccokat a Budapesti Állatkertben, a Nyíregyházi Állatparkban, a Veszprémi Állatkertben, a Szegedi Vadasparkban, a Debreceni Állatkertben és a Kecskeméti Vadaskertben tartanak.
A felsoroltakon kívül még számos kisebb állatbemutatóban, cirkuszban, sőt magánszemélyeknél is találkozhatunk struccokkal Magyarországon.

## Képek
|  |  |  |

## Fordítás
Ez a szócikk részben vagy egészben  a   Common ostrich című angol Wikipédia-szócikk fordításán alapul.  Az eredeti cikk szerkesztőit annak laptörténete sorolja fel. Ez a jelzés csupán a megfogalmazás eredetét és a szerzői jogokat jelzi, nem szolgál a cikkben szereplő információk forrásmegjelöléseként.